# 엄마친구아들 (드라마)
《엄마친구아들》은 2024년 8월 17일부터 2024년 10월 6일까지 방송된 tvN 토일 드라마다. 여자 주인공 배석류, 그리고 배석류의 흑역사이자 엄마친구아들인 남자 주인공 최승효 사이의 로맨스를 그린 드라마이다. 정해인이 최승효 역으로, 정소민이 배석류 역으로 출연하였다.
신하은 작가와 유제원 PD가 《갯마을 차차차》 이후 3년 만에 제작진으로 함께한 드라마이다.

## 제작진
- 제작사: 스튜디오드래곤, 더모도리
- 극본: 신하은
- 연출: 유제원

## 등장 인물

### 주요 인물
- 정해인 : 최승효 역(아역: 조여준) - 현재 대한민국 건축계에서 가장 주목받는 젊은 건축가, 아틀리에 인 공동 대표, 혜숙의 아들. 석류의 절친이자 연인, 모음의 절친
- 정소민 : 배석류 역(아역: 오은서) - 근식과 미숙의 딸, 동진의 누나. 승효의 절친이자 연인, 모음의 절친, 전 그레이프 직원 - 백수
- 김지은 : 정모음 역 - 119 구급대원, 재숙의 딸. 단호의 연인, 승효와 석류의 절친
- 윤지온 : 강단호 역 - 청우일보 기자, 연두의 아빠이자 삼촌, 모음의 연인

### 최승효 가족
- 장영남 : 서혜숙 역 - 외교관, 경종의 아내. 승효의 어머니, 미숙와 재숙와 인숙의 절친, 라벤더 멤버
- 이승준 : 최경종 역 - 응급의학과 교수. 혜숙의 남편.승효의 아버지,

### 배석류 가족
- 박지영 : 나미숙 역 - 근식의 아내.석류와 동진의 어머니, 미숙와 재숙와 인숙의 절친, 라벤더 멤버
- 조한철 : 배근식 역 - 분식집 운영, 미숙의 남편.석류와 동진의 아버지,
- 이승협 : 배동진 역 - 석류의 남동생, 근식과 미숙의 아들.

### 정모음 가족
- 김금순 : 도재숙 역 - 모음의 어머니, 미숙와 혜숙와 인숙의 절친, 라벤더 멤버

### 강단호 가족
- 심지유: 강연두 역 - 단호의 딸.단호의 조카.13회에서 단호의 친딸이 아니라 형 내외의 친딸임이 밝혀졌다.

### 아틀리에 인
- 전석호 : 윤명우 역 - 건축사 사무소 아틀리에 '인'의 공동대표, 승효의 과 선배이자 동아리 선배.
- 심소영 : 이나윤 역 - 건축사 사무소 아틀리에 '인'의 직원
- 홍윤수 : 박형찬 역 - 건축사 사무소 아틀리에 '인'의 직원
- 방소민 : 한정민 역 - 건축사 사무소 아틀리에 '인'의 직원

### 쑥자매
- 한예주 : 방인숙 역 - 미숙-혜숙-재숙-인숙으로 이어지는 '쑥자매'의 멤버

### 주변 인물
- 한준우 : 송현준 역(특별출연, 7회~10회) - 변호사, 배석류의 전 약혼자 역
- 조승연 : 곽세환 역 - 외교부 차관, 혜숙의 동기
- 유지왕 : 고슬기 역 - 혜릉 헬스장 사장
- 이지해 : 황영인 역 - 청우일보 사회부 부장.단호의 직장 상사,
- 우상욱 : 연민호 역 - 혜릉119안전센터 구급대원, 연반장.
- 이시형: 박정우 역 - 혜릉119안전센터 구급대원, 박반장.

### 기타 인물
- 오지혜 : 유진애 역 - 혜릉고등학교 현 교장이자 석류, 승효, 모음의 고등학교 당시 담임
- 헤이든 원 : 크리스 역 - 석류의 전 직장동료
- 서지혜 : 장태희 역(특별출연, 5회~8회, 12회) - 최승효의 전 여자친구
- 김현목 : 유튜버 역 - 뿌리분식을 방문해서 배근식을 협박한 2인조 사기단.
- 남민우 : 유튜버 역 - 뿌리분식을 방문해서 배근식을 협박한 2인조 사기단.
- 김다흰: 식당 셰프 역

### 특별출연
- 이봉련: 임경란 역(1회) - 장례지도사.
- 노윤서: 노윤서 역(1회) - 최승효의 시상식에 참석한 배우.

## 시청률
최저 시청률과 최고 시청률은 시청률 조사회사와 지역별로 시청률에 차이가 있을 수 있습니다.
| 2024년 | 2024년   | 2024년         | 2024년       | 2024년 |
| 회차   | 방송일   | AGB 시청률     | AGB 시청률   |        |
| 회차   | 방송일   | 대한민국(전국) | 서울(수도권) |        |
| ------ | -------- | -------------- | ------------ | ------ |
| 제1회  | 8월 17일 | 4.899%         | 5.854%       |        |
| 제2회  | 8월 18일 | 5.977%         | 6.656%       |        |
| 제3회  | 8월 24일 | 4.276%         | 4.789%       |        |
| 제4회  | 8월 25일 | 6.581%         | 7.233%       |        |
| 제5회  | 8월 31일 | 4.760%         | 5.249%       |        |
| 제6회  | 9월 1일  | 6.788%         | 7.627%       |        |
| 제7회  | 9월 7일  | 3.978%         | 4.426%       |        |
| 제8회  | 9월 8일  | 6.472%         | 7.489%       |        |
| 제9회  | 9월 14일 | 4.545%         | 5.254%       |        |
| 제10회 | 9월 15일 | 5.547%         | 5.648%       |        |
| 제11회 | 9월 21일 | 5.981%         | 6.515%       |        |
| 제12회 | 9월 22일 | 7.348%         | 8.270%       |        |
| 제13회 | 9월 28일 | 5.410%         | 5.857%       |        |
| 제14회 | 9월 29일 | 7.110%         | 8.179%       |        |
| 제15회 | 10월 5일 | 6.065%         | 6.987%       |        |
| 제16회 | 10월 6일 | 8.458%         | 9.469%       |        |

## 같이 보기
- 대한민국의 텔레비전 드라마 목록 (ㅇ)
- 2024년 대한민국의 텔레비전 드라마 목록